# Adamo ed Eva (album)
Adamo ed Eva è il terzo album di Lisa Fusco, pubblicato nel 2001. Raccoglie i brani della trasmissione Telegaribaldi.

## Tracce
- Adamo ed Eva (Simioli-Buono-Lucca-Calfizzi)
- Te voglio bene (Lanza-Maiulli)
- Che delusion (Coppola-Della Libera-Calfizzi)
- Addoro e te (Simioli-Buono-Maiulli)
- Matador (Coppola-Calfizzi)
- Bukuku (Simioli-Buono-Lucca)
- Bacia, bacia-mi (Fusco-Calfizzi)
- Boom boom (Montoya-Abaldonato)
- Amore strano (Coppola-Ferraiuolo-Calfizzi)